# Jesús Cossio
Jesús Cossio (Lima, 1974) é um quadrinhista peruano, considerado como o autor mais influente de quadrinhos sobre jornalismo e documentário da América Latina. Escreveu sobre os conflitos vividos no Peru entre os anos 1980 e 2000, e mais recentemente sobre os conflitos com mineradoras. Seu trabalho possui um forte vínculo com a justiça social e a memória coletiva. É conhecido no exterior, tendo obras publicadas e palestrando em países como Bolivia, Colômbia, Argentina, Chile, México, Brasil, Estados Unidos, Espanha, Áustria e França.
Entre suas inspirações, estão quadrinhistas como Joe Sacco, Phoebe Gloeckner, Chester Brown, Emanuele Fior, Olivier Schrauwen, Emil Ferris, Aidan Koch, Rodrigo La Hoz, George Grosz e Karl Arnold.

## Biografia
Jesús Cossio trabalha com fanzines desde os vinte anos, e começou sua carreira como quadrinhista em 1994.
Cossio trabalhou desde 2013 na Comissão Multisetorial de Alto Nível para as Reparações (CMAN), ligado ao Ministério da Justiça. Lá, fazia oficinas para que crianças afetadas pelo conflito entre o Sendero Luminoso e o estado peruano pudessem contar histórias e opiniões que tinham ouvido de seus parentes. Depois, fez retratos falados das pessoas desaparecidas sem registros ou com registros deteriorados. Em 2016, Cossio se juntou a Alejandro Olazo e Illari Orccottoma e lançaram o projeto Retratos de Memória.

## Projetos

### Fanzines
É autor de El cerdo volador, Pánico, Juventud moderna, Ciudades Convertidas en Selvas outras revistas.

### Livros didáticos
Em 1999, publicou seu primeiro livro junto com Carlos Mayhua e Luis Rossell, Entre cuadernos y barrotes: la educación peruana desde el punto de vista de sus víctimas.
Em 2012, publicou juntamente com Rubén H. Ríos a Biopolítica para principiantes.
Em 2013, publicou junto com Miguel Rubio, diretor do Grupo Cultural Yuyachkani, a Guerrilla en Paucartambo, livro ilustrado parte do projeto Memoria que Danza, que visa divulgar festas e tradições peruanas.
Em 2016, publicou Los Años del Terror - 50 Perguntas sobre el Conflicto Armado en Perú 1980-2000, como parte de um projeto da CMAN. A obra é um livro ilustrado feito para o ambiente escolar, que serve de introdução para a violência política da época.

### Quadrinhos documentário
Em 2008, publicou junto com Luis Rossell e Alfredo Villar o quadrinho Ruplay - Historias Graficas Sobre La Violencia Política 1980-1984, que narra as violações de direitos humanos durante o conflito do Sendero Luminoso com o governo peruano.
Em 2010, publicou Barbarie - Comics sobre Violencia Politica en el Perú 1985-1990, que narra atos de violência como o massacre de Pucayu 2, Accomarca e o massacre das prisões.
Em 2013, publicou Conga, quadrinho de quatro páginas sobre o conflito mineiro envolvendo o Projeto Conga, em Cajamarca.
Em 2019, ilustrou Ya nadie te sacará de tu tierra, quadrinho documentário de dois volumes com roteiro de Carla Sagástegui sobre a Reforma Agrária de 1969, que buscava combater as haciendas, um sistema feudal introduzido pelos espanhóis no século XVI.

### Tiras satíricas
Em 2013, pasosu a publicar uma tira no Facebook intitulada Las Increíbles Aventuras del Hombre que NO se Hacía Dramas. A versão física foi publicada em 2015 pela Editora Pictorama. Na história, o protagonista encara seus problemas afetivos com distanciamento e sarcasmo.
Em 2016, lançou pela Editora Pictorama o quadrinho Mala Onda, obra satírica sobre o conflito interno no Peru.

### Quadrinhos jornalísticos
Colaborou escrevendo charges ao El Otorongo, do jornal Perú.21.
Em 2016, ilustrou o quadrinho online interativo La Guerra por el Agua, baseado em reportagens investigativas do jornal Ojo Publico sobre o conflito entre a empresa mineradora Southern Copper e os agricultores locais.
Em 2020, ilustrou duas histórias (El caso Espinar e Los niños del petróleo) para o Expediente Toxico, quadrinho online interativo baseado em uma série investigativa homônima do jornal Convoca.pe sobre crianças expostas a metais pesados por causa de atividades de indústrias extrativistas nas zonas rurais.

## Prêmios
- Rockefeller Foundation Fellowship in the Humanities (2003)[4]

## Ligações Externas
- Jesús Cossio no Instagram